# Godefridus Pelckmans
Godefridus Pelckmans OFMCap (* 21. Januar 1854 in Turnhout; † 3. August 1904 in Dalhousie) war ein belgischer Kapuziner und Missionsbischof in Indien.

## Leben
Godefridus Pelckmans, Taufname Leopoldus, geboren am 21. Januar 1854 in Turnhout, wurde am 28. September 1872 im Kapuzinerkonvent Enghien als Novize eingekleidet, legte am 29. September 1876 seine feierliche Profess ab und wurde am 21. Dezember 1878 in Brügge von Bischof Faict zum Priester geweiht. Danach war er Präzeptor der jungen Kapuziner in Mons. 1882 wurde er zum Guardian (Oberen) des Klosters in der Sinte-Clarastraat ernannt.
Auf dem Provinzkapitel 1885 wurde er zum Definitor gewählt, außerdem 1. Kustos und Novizenmeister (für das Noviziat der flandrischen Kapuzinerprovinz in Enghien). Am 23. Januar 1889 brach er an der Spitze der ersten Missionare der belgischen Provinz (vier Patres, vier Laienbrüder) in den Punjab auf, der am 25. November 1888 von der Kongregation Propaganda Fide den belgischen Kapuzinern als Missionsgebiet übergeben worden war. Emanuel Van den Bosch OFMCap, damals Bischof von Lahore, wählte ihn zum Generalvikar. Nach dessen Ernennung zum Erzbischof von Agra leitete Pater Godefridus die Diözese Lahore als Apostolischer Administrator und wurde am 2. Juni 1893 von Papst Leo XIII. selbst zum Bischof ernannt.
Am 13. August 1893 empfing er in Simla in der Stationskirche der Kapuziner die Bischofsweihe aus den Händen seines Metropoliten Emmanuel Van den Bosch. Mitkonsekratoren waren Francesco Pesci OFMCap, Bischof von Allahabad, und Pater Bertrand Radigue OFMCap, Apostolischer Präfekt von Rajputana. Sieben Tage später, am 20. August 1893, nahm Pelckmans feierlich seinen Bischofsstuhl ein.
Im Januar 1893 begleitete er zusammen mit einem Kapuzinerbruder drei christliche Familien auf einem sechstägigen „Langen Marsch“ (170 km) nach „Maryabad“ (heute Mariamabad) im Punjab. Dort hatte Bischof Van den Bosch von der Regierung 150 acres (0,61 Quadratkilometer) Land gekauft, um konvertierte Christen, die im Distrikt Sialkot unter unwürdigsten Bedingungen lebten, anzusiedeln. Dieser Marsch, bei dem die Familien (meist ehemalige Leibeigene) ihre entwürdigende rechtlose soziale Lage hinter sich ließen, wird in der lokalen christlichen Community oft mit dem biblischen Auszug aus Ägypten verglichen und als Gründungsereignis wahrgenommen. Mariamabad ist heute ein Marienheiligtum, mit der von den Kapuzinern 1898 erbauten Maria-und-Joseph-Kirche.
Als Bischof eröffnete Pelckmans zahlreiche neue Missionsstationen, Kirchen und Schulen, darunter die High School von Dalwal. Er kaufte das Grundstück in der Lawrence Road 1 in Lahore und ließ dort die Bischofsresidenz errichten. 1899 legte er den Grundstein für die mit finanzieller und materieller Unterstützung aus Belgien und unter der Leitung des Antwerpener Architekten Eduard Dobbelêers errichtete Herz-Jesu-Kathedrale in Lahore, deren Weihe am 19. November 1907 durch seinen Nachfolger Fabianus Eestermans er aber nicht mehr erlebte.
Weil er das Klima in Lahore nicht vertrug, machte Bischof Pelckmans 1890 Dalhousie zu seinem Hauptwohnsitz. Er erwarb dort das Anwesen „Clydesdale“ (umbenannt in „Alverna“), das er auch als kleines Seminar und Studienhaus für aus dem Ausland kommende Missionare nutzte. 1891 begann er mit dem Bau der Kirche St. Francis Xavier, finanziert von Offizieren der British Indian Army, für die er Buntglasfenster aus Belgien importierte. Die Kirche wurde am 15. August 1894 eingeweiht.
Er starb am 3. August 1904 in Dalhousie und wurde auch dort begraben (mit militärischen Ehren). 1907 wurden seine sterblichen Überreste in die Kathedrale von Lahore überführt.

## Werke
- Novitius Capucinus ad Vitam Seraphicam Introductus ad Usum Novitiorum ac Juvenum Sanctae Regulae Professorum. Tournai: Casterman, 1888
- Dix années d'apostolat au Pundjab (Indes anglaises): mission confiée aux Frères-mineurs capucins de Belgique, Ryckbost-Monthaye, Bruges, 1900